# Стјуард (Илиноис)
Стјуард (енгл. Steward) град је у америчкој савезној држави Илиноис.

## Демографија
По попису из 2010. године број становника је 256, што је 15 (-5,5%) становника мање него 2000. године.
| Група             | 2000.       | 2010.       |
| Белци             | 256 (94,5%) | 236 (92,2%) |
| Афроамериканци    | 1 (0,4%)    | 2 (0,8%)    |
| Азијати           | 0 (0,0%)    | 0 (0,0%)    |
| Хиспаноамериканци | 11 (4,1%)   | 16 (6,3%)   |
| Укупно            | 271         | 256         |